# Férias Trocadas
Férias Trocadas é um filme de comédia brasileiro, produzido pela Paris Entretenimento e conta com roteiro de Bia Crespo, Juliana Araripe, Otávio Martins, Dario Pato e direção de Bruno Barreto. O filme estreou em 2 de maio de 2024. É estrelado por Edmilson Filho, Carol Castro, Aline Campos, Klara Castanho e Matheus Costa.

## Sinopse
José Eduardo, o Zé, é dono de uma escolinha de futebol e tirou a sorte grande em uma rifa, ganhando uma viagem para toda a família para Cartagena, Colômbia. Suellen (Aline Campos) e Rô (Klara Castanho), a mulher dele e a filha blogueira do casal, ficam animadas com o primeiro passeio internacional da família. Apesar de desconfiada, Suellen está animada em comemorar o aniversário fora do Brasil. Já José Eduardo, o Edu, é um bem-sucedido empresário, todo engomadinho e cheio de preconceitos, que vai sair de férias com a esposa Renata (Carol Castro) e o filho tik toker João (Matheus Costa) na mesma cidade. Mas o padrão da viagem deles é outra: resort cinco estrelas com toda mordomia, restaurantes caros, massagens, tudo do bom e do melhor.
A confusão começa quando os dois, por engano, se hospedam no lugar errado. Zé vai para o hotel de luxo e Edu para a pousada simples. Essa troca proporciona experiências que as duas famílias não estavam acostumadas a viver e, apesar dos contratempos, acaba os unindo ainda mais. Porém, quando os dois ‘Josés Eduardos’ desfazem o mal entendido, a vida conjugal deles fica ameaçada. Uma nova amizade começa a surgir entre eles para tentar recuperar o amor de suas esposas.

## Elenco
| Elenco         | Personagem                    |
| -------------- | ----------------------------- |
| Edmilson Filho | José Eduardo Santos(Zé e Edu) |
| Carol Castro   | Renata                        |
| Aline Campos   | Suellen                       |
| Klara Castanho | Romária(Rô)                   |
| Matheus Costa  | João Eduardo(Johnny franja)   |
| Gustavo Mendes | Micael                        |
| Raphael Viana  | Kaluã                         |
| Flávia Garrafa | Kaluma                        |
| Luciana Paes   | Disandra                      |

## Produção
O filme, dirigido por Bruno Barreto começou a ser rodado em março de 2022. As filmagens ocorreram em Cartagena, na Colômbia.